# Sistotrema pyrisporum
Sistotrema pyrisporum är en svampart som beskrevs av Hauerslev 1975. Sistotrema pyrisporum ingår i släktet Sistotrema och familjen Hydnaceae.   Inga underarter finns listade i Catalogue of Life.